# Tània Verge i Mestre
Tània Verge i Mestre (Reus, Baix Camp, 1978) és una professora universitària i catedràtica en Ciències Polítiques i Socials de la Universitat Pompeu Fabra. Va ser la primera consellera del Departament d'Igualtat i Feminismes del Govern de la Generalitat de Catalunya, un càrrec que va exercir del 26 de maig de 2021 al 12 d'agost de 2024.

## Biografia
Tània Verge es va llicenciar en Ciències Polítiques i de l'Administració per la Universitat Pompeu Fabra l'any 2000. Va seguir els seus estudis a la Universidad Complutense de Madrid, on va cursar un màster en cooperació internacional i es va doctorar amb una tesi sobre Partidos y representación política: las dimensiones del cambio en los partidos políticos españoles, 1977-2004 que va defensar el 2005. Durant la seva estada a Madrid, va col·laborar amb organitzacions no governamentals de refugiats. Posteriorment, va fer una estada postdoctoral al Regne Unit.
En tornar a Barcelona, va exercir de professora universitària mentre feia d'analista al Centre d’Estudis d’Opinió. El 2010 va guanyar una plaça de professora titular a la Universitat Pompeu Fabra, on més endavant va assolir la càtedra del Departament de Ciències Polítiques i Socials. També va coordinar el Mínor en Estudis de Gènere i dirigir la Unitat d'Igualtat d'aquesta universitat durant el període de 2014 i 2021. Va acceptar el càrrec de consellera d'igualtat el 2021, a proposta d'Esquerra Republicana de Catalunya.
És activista en diferents espais feministes, com Ca la Dona, el col·lectiu #OnSónLesDones o l'Espai Viquidones UPF. També ha format part del moviment Cap Dona en l’Oblit, que visibilitza les dones represaliades pel referèndum d'autodeterminació de 2017. En aquest referèndum, Verge va acceptar el càrrec de síndica electoral, per la qual cosa va rebre una querella per part de la Fiscalia.
La seva recerca s'ha centrat en les relacions de poder de gènere en la política, tant en la participació com en la representació. També ha estudiat les resistències a la implementació de les polítiques d'igualtat. Ha estat consultora en polítiques d'igualtat de gènere de diferents institucions, incloent-hi el Consell d'Europa, l'Institut Europeu per a la Igualtat de Gènere, el Parlament de Catalunya i el Síndic de Greuges. És autora de nombroses publicacions acadèmiques sobre aquestes matèries.
El 2024 es va presentar a les eleccions al Parlament de Catalunya en 8a posició a la llista per Barcelona d'Esquerra Republicana de Catalunya.